# Оружие майя

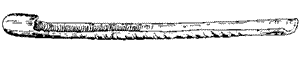
Копьеметалка

Оружие майя нельзя считать особым достижением технической мысли. На протяжении многих веков существования майяской цивилизации оно изменилось незначительно. В большей степени совершенствовалось военное искусство, нежели само оружие.
В бою майя сражались копьями различной длины (в человеческий рост и больше), дротиками и плоскими дубинками-мечами, края которых были усажены плотными рядами вделанных обсидиановых лезвий. В конце периода Нового Царства (XV — XVI вв.) у майя появились боевые топоры из металла (из сплава меди с золотом) и лук со стрелами, заимствованные у ацтеков. Защитой рядовым воинам майя служили пухлые простеганные ватные панцири. Знать носила доспехи, плетенные из гибких ветвей и защищалась ивовыми (реже — из панциря черепахи) большими или маленькими щитами круглой либо квадратной формы. Маленький щит (размером с кулак) при этом служил не только для обороны, но и как Ударное оружие.

## Виды оружия майя

### Копье(нааб те)
Видимо, было выше человеческого роста. Его наконечник делался из кремня или обсидиана и однообразной обмоткой крепился на древке. Встречающиеся на монументах, в кодексах и на керамике варианты форм можно разделить на следующие типы:
- Первый тип — обычное копье с кремнёвым наконечником. Часто у основания последнего крепится перьевой бунчук с упором — гардой.

- Второй тип — в сущности, это то же самое копье, но у него появляется дополнение — подвеска в виде широкого и достаточно длинного шлейфа. Прескотт Х. Ф. Фоллетт в своей статье[1], посвященной вооружению майя, предполагает, что это могли быть знамёна.

- Отличительной особенностью третьего типа является смещение бунчука с упором на некоторое расстояние от наконечника, c образованием «втулки». Некоторые разновидности этого типа снабжены хвостом из длинных перьев.

- Четвертый тип можно назвать модификацией предыдущего. Новшество заключается в появлении на «втулке» пилообразной арматуры. Судя по характеру оплетки, можно предположить, что это ряд прикрепленных последовательно ножевидных обсидиановых пластин. В ацтекской рукописи, видимо, нашло отражение копье подобного типа. В классическую эпоху зубчатая часть могла достигать 30-35 см, в постклассическую она уменьшилась в 2-3 раза.

- Пятый тип можно окрестить «царским», так как он встречается в основном в руках вождей или правителей. Древко ниже наконечника декорировано обильной мозаичной инкрустацией, шкурой ягуара или мозаикой из перьев.

- Шестой тип имеет необычную конструкцию древка, затрудняющую определение его функциональной предназначенности. Возможно, это вид особого ритуального жезла (в кодексах представлено несколько вариантов подобного типа) или способ церемониального украшения.

Нижеследующие типы представляют видоизменение формы наконечника.
- Седьмой тип. Очень длинный, около 30 см, узкий наконечник, снабженный мелкими зубчиками (а) с двух сторон. Возможно, это акульи или другого животного зубы, вставленные в деревянную основу. Кроме того, это копье имеет своеобразную гарду посредине древка. Не исключено, что она служила упором при колющих ударах или, наоборот, облегчала выдергивание застрявшего клина.

- Наконечники восьмого типа напоминают гарпун.

- Девятый тип объединяет образцы нестандартных наконечников, а также копья с экзотическими отростками у основания наконечника. Основное назначение такого оружия, по-видимому, зацепить противника и выволочь его в свои ряды.

### Дротик(х’ул, ч’иик)
Испанский хронист XVI в., Д. де Ланда, писал, что у майя «было также особое искусство метать дротики с помощью деревяшки толщиной в два или три пальца, просверленной около третьей части (длины) и длиной в 6 пядей. С помощью её и нескольких веревок они бросали сильно и точно» .
Дротик (х’ул, ч’иик) был короче и легче копья, нередко снабжался оперением. Ланда оценивает его длину в 1 эстадо (около 167 см.). Наконечник из кремнёвой или обсидиановой пластины вставлялся в расщепленную деревянную основу. Носились дротики обычно связкой по несколько штук в одной руке, на которой, кроме того, ещё крепился щит, тогда как другая рука держала копьеметалку.

### Копьеметалка(х’улче)
Копьеметалка (х’улче), известная также под ацтекским названием атлатль, в простейшем варианте представляла палку с упором на конце, наличие более сложных конструкций подтверждается описанием Ланды и изображением на фресках в Какаштле. Иногда она имела кольца для пальцев.

### Лук(ч’улул)
Большинство ученых полагает, что лук не был известен майя классического периода и появился у них только в XI в. вместе с тольтеками. Здесь следует добавить, что у ацтеков лук считался «низким» оружием диких охотничьих племен. Этот момент нашел отражение в их рукописях, в которых с луком изображались варварские племена или персонажи из ранней истории. Теперь снова обратимся к Ланде: «Для нападения были луки и стрелы, которые они носили в своих колчанах, с кремнями в качестве наконечников и зубами рыб, очень острыми; ими они стреляли с большим искусством и силой. Их луки были из превосходного желто-бурого дерева удивительной прочности, скорее прямые, чем изогнутые, а тетива — из их конопли. Длина лука всегда несколько меньше того, кто его несет. Стрелы из тростника, очень тонкого, который растет в лагунах, длиной свыше пяти пядей. Они пригоняли к тростнику кусок тонкой палочки, очень прочной, к которой был прикреплен кремень». В одной из песен колониального периода говорится, что оперение для стрел делалось из перьев попугая и приклеивалось смолой.

### Палица
Известно только её ацтекское название — макуауитль. Основа делалась из дерева сапоте, в неё вставляли острые обсидиановые лезвия. Х. Ф. Фоллетт дает вероятный способ их крепления, кроме того, это усиливалось применением «цементирующих» составов из особого корня и голубой глины, смешанных с кровью летучей мыши или клеем из помета черепах. Ланда утверждал, что у юкатанских майя XVI в. не было этого оружия. Хотя на памятниках более раннего времени встречаются образцы этого оружия, часто с обильным украшением на конце. Ацтекские дубины, часто называемые в хрониках мечом, имели широкий верх, сужающийся к рукояти, и лезвия в большом количестве и меньшего размера (рис. ж-з). Имелись также двуручные дубины. По словам испанцев, их удар мог раскроить голову лошади.

### Топор(ч’ак)
Топор использовался для рубки деревьев и, видимо, в качестве боевого оружия. Каменные топоры-кельты, представленные разнообразными формами, в церемониальных целях обильно декорировались перьями. Ланда писал, что топоры из металла (вероятно, сплав меди с золотом или оловом) на деревянной рукоятке служили оружием и инструментом для обработки дерева. Он также привел рисунок формы. Стоит упомянуть ещё о майяской статуэтке (о. Хайна) опирающейся на топор с рукоятью, доходящей до плеча.

### Нож(хец'-наб)
В Мезоамерике ножи обычно использовались жрецами, во время жертвоприношений. Однако ряд изображений отражает их боевое применение, а одна из хроник сообщает, что короткие ножи с перьями на рукояти имели вожди и касики. Обычно кремнёвое лезвие вставлялось в деревянную рукоять, часто инкрустируемую мозаикой. Обнаружены также костяные варианты.
У майя встречается также экзотического вида когтеобразный нож, иногда называемый «кольцом». Вероятно, он делался из дерева, в которое вставлялись кремнёвые лезвия. Предположительно, этот нож имитировал лапу ягуара и использовался в некоторых жертвоприношениях. Рисунок в Дрезденском кодексе представляет персонаж, вооруженный копьеметалкой и кольцом.

### Духовое ружье, сербатан, сарбакан (ц’он)
Применялось, скорее всего, только для охоты.

### Праща(йун-тун)
В качестве оружия майя также употребляли камни. По словам Д. де Ланды, они «бросают камни очень метко и сильно и целятся, когда бросают, с помощью указательного пальца левой руки в то, во что бросают».

### Сеть (леч)
Носилась на голове и служила для охоты, но не исключено её использование в военном деле.

### Пчела-бомба
Х. Ф. Фоллетт упоминает о существовании этого вида оружия.